# Токчинаков, Виталий Фёдорович
Виталий Федорович Токчинаков (5 марта 1951, Анчул, Красноярский край — 21 августа 2024) — советский борец вольного стиля, чемпион СССР и Европы, обладатель Кубков СССР, призёр Кубка мира, мастер спорта СССР международного класса (1973), Заслуженный мастер спорта России (1993).

## Биография
Увлёкся борьбой в 1967 году. Участвовал в семи чемпионатах страны. Выпускник Красноярского техникума физической культуры 1972 года. Победитель матча СССР — США по борьбе 1973 года. Чемпион Европы 1984 года. Оставил большой спорт в 1977 году. C 1987 года в Хакасии проводятся турниры по вольной борьбе в честь Токчинакова.
Умер 21 августа 2024 года в возрасте 73 лет.

## Спортивные результаты
- Победитель матча СССР — США 1973 года;
- Чемпионат СССР по вольной борьбе 1973 года — .
- Кубок СССР по вольной борьбе 1973 года — .
- Кубок СССР по вольной борьбе 1974 года — .